# Едуард Штраус
Едуард „Еди“ Штраус (15. март 1835 — 28. децембар 1916) био је аустријски композитор који је заједно са својом браћом Јоханом Штраусом II и Јозефом Штраусом чинио музичку династију Штраус. Био је син Јохана Штрауса I и Марије Ане Стрејм. Породица је деценијама доминирала бечким светом лаке музике, стварајући многе валцере и полке за многа аустријска племства, као и ентузијасте плесне музике широм Европе.

## Живот и музика
Стил Едуарда Штрауса био је јединствен, јер није покушавао да опонаша дела своје браће или неког од својих савременика. Био је првенствено упамћен и признат као диригент плесне музике, а не као велики композитор у породици Штраус. Схвативши да његову популарност је засенила популарност његове старије браће, посветио се компоновању брзих полки, познатих на немачком као "полка-шнел". Међу популарнијим полкама које је написао за Штраусов оркестар, којим је наставио да диригује до његовог распуштања 13. фебруара 1901, биле су „Бан фрај“, оп. 45, „Аусер Ранд унд Банд“, оп. 168, и „Без кочница“, оп. 238.
Штраусова музичка каријера била је прожета ривалством, не само од стране његове браће, већ и од стране вође војног оркестра и композитора плесне музике Карла Михаела Зирера, који је чак формирао ривалски оркестар под називом „Бивши оркестар Едуарда Штрауса“ и под тим именом почео да даје концерте у Бечу. Едуард Штраус је успешно поднео судску тужбу против Зирера због неправилне и обмањујуће употребе његовог имена, али ће Зирер на крају надмашити породицу Штраус по популарности у Бечу, посебно након смрти његове талентованије браће, Јохана Штрауса II и Јозефа Штрауса.
Штраус се оженио Маријом Кленкхарт 8. јануара 1863. и имао два сина, Јохана Штрауса III и Јозефа Едуарда Штрауса. Старији син, Јохан Штраус III, требало је да предводи Штраусов препород све до 20. века. Син Јозефа Едуарда, Едуард Штраус II, био је активан као диригент.
Међутим, лични неуспеси 1890-их, као што је смрт брата Јохана Штрауса II 1899. године, те његова спознаја да је његова ужа породица протраћила богатство, навели су Едуарда Штрауса да се одлучи за пензију. Едуард Штраус се ангажовао на последњој турнеји своје музичке каријере у Северној Америци 1899. и 1901. године, потом је распустио Штраусов оркестар и вратио се у Беч. Повукао се из јавног живота и никада није активно учествовао у било којој јавној музичкој активности, иако је документовао своје породичне мемоаре 1906, године под називом Сећања.
Од 1825. Архив Штраус оркестра прикупљао је композиције не само Едуарда, већ и Јохана II и осталих из породице Штраус. У октобру 1907. Едуард је председавао спаљивањем многих музичких рукописа породице Штраус. Осамдесет година касније, диригенти Алфред Вокер и Клаус Хајман успели су да саставе полукомплетну збирку Јоханових дела.
Едуард Штраус је умро у Бечу 1916. и сахрањен је у Средишњем бечком гробљу.

## Композиције Едуарда Штрауса
- Списак композиција Едуарда Штрауса на страници Википедије на енглеском језику